# Saison 2 de The Voice : La Plus Belle Voix
La deuxième saison de The Voice : La Plus Belle Voix (aussi nommée The Voice 2013), émission française de télé-crochet musical, a été diffusée du 2 février au 18 mai 2013 sur TF1. Elle a été animée par Nikos Aliagas et Karine Ferri.
L'émission a été remportée par Yoann Fréget, coaché par Garou.

## Nouveautés
Le casting avait été annoncé pendant la finale de la première saison, le 12 mai 2012, ainsi que sur le site de TF1.
Quelques aménagements et ajouts sont faits par rapport à la saison précédente : chaque coach forme une équipe de seize candidats, et non plus de douze ou treize comme lors de la première saison. D'autre part, à la fin des battles, les candidats peuvent être repêchés par un autre coach ; cette phase s'appelle « le repêchage ».
L'émission dure un mois de plus, soit seize semaines. Les auditions à l'aveugle durent deux semaines de plus, soit six semaines ; les battles durent aussi deux semaines de plus, soit quatre semaines. Après chaque émission, un after montrant les coulisses de l'émission est diffusé.
Chacun des quatre coachs est secondé par un autre artiste :
- Florent Pagny par Lara Fabian et Chimène Badi ;
- Louis Bertignac par Joyce Jonathan et Paul Personne ;
- Jenifer par Christophe Willem et Alain Chamfort ;
- Garou par Grégoire et Patrick Fiori.

## Coachs et candidats
Louis Bertignac, Garou, Jenifer et Florent Pagny sont les coachs de cette deuxième saison. Ils sont secondés par des coachs vocaux qui accompagnent les talents pendant la durée de la compétition : Angie Berthias-Cazaux pour l'équipe de Florent Pagny, Nathalie Dupuy pour l'équipe de Jenifer, Sarah Sanders pour l'équipe de Louis Bertignac et Damien Silvert pour l'équipe de Garou.
Tout comme pour la première saison, les équipes du programme télévisé recherchent des chanteurs déjà expérimentés. La chanteuse Jeanick Fournier, connue au Québec pour son hommage à Céline Dion, a été démarchée pour participer à l'émission de TF1. Elle est en tournée depuis 2006 avec un spectacle entièrement consacré à Céline Dion. Jeanick est directement sélectionnée pour être l'une des 140 finalistes,. Ayant révélé sa sélection à la presse, son audition est annulée le lendemain. Elle remporte en 2022 Canada's Got Talent,. Victoria Sio, Luc Arbogast et Nadja ayant déjà sortis plusieurs albums ont également été contactés pour participer au télé-crochet. Kareen Antonn, connue pour ses duos avec Bonnie Tyler, est candidate de cette deuxième saison. Interprète du générique du feuilleton télévisé Le Destin de Lisa et des Dix Commandements, Alexandra Lucci est sélectionnée dans l'équipe de Florent Pagny. Mickaël Pouvin, Rachel Claudio, Alexandre Chassagnac, Yoann Fréget, Sandy Coops, et Nuno Resende font eux aussi partie du casting, ainsi que Ludivine Aubourg, déjà candidate lors de la première saison. Sophie Tapie a déjà été actrice dans Commissaire Valence et Oscar. Joffrey Boulanger, alias Olympe, a sorti un album sous le nom de Joffrey B et a participé à la comédie musicale Atlantéa 2013 - du Sphinx à l'Atlantide,. Les interprètes de Dracula, l'amour plus fort que la mort Aymeric Ribot, rebaptisé Ayme, et Florent Torres intègrent respectivement les équipes de Louis Bertignac et Jenifer, tandis que la chanteuse de Mozart, l'opéra rock Maeva Méline choisit Louis Bertignac. Après les planches de Cendrillon, le spectacle musical ou de Grease, Aurore Delplace foule celles de The Voice.
Jo Soul a participé sous le nom de Jonathan à la première saison de Nouvelle Star. Les candidates Loïs Silvin et Louane sont quant à elles connues pour leur participation respective à Incroyable Talent et L'École des stars. Sarah Bismuth, dans l'équipe de Jenifer a quant à elle déjà gagné un concours de chant : la quatrième édition des Disney Channel Talents sur la chaîne Disney Channel. Lord Bitume a participé à la deuxième saison de X Factor sur M6.
Ont fait partie des 140 finalistes, mais non sélectionnés pour les battles, Esther Galil, qui a interprété son plus grand succès Le jour se lève de 1971. Sans résultat, Garou, un des membres du jury qui a repris cette chanson est très ému, et déclare : « J'ai pris une grande claque. C'est un honneur de vous avoir ici. ». Chris Eden, ancien membre du groupe G-Squad et l'ancienne chanteuse du groupe L5 Claire Litvine sont non retenus également. Raphaël, le fils d’Hélène Ségara est également recalé au casting.

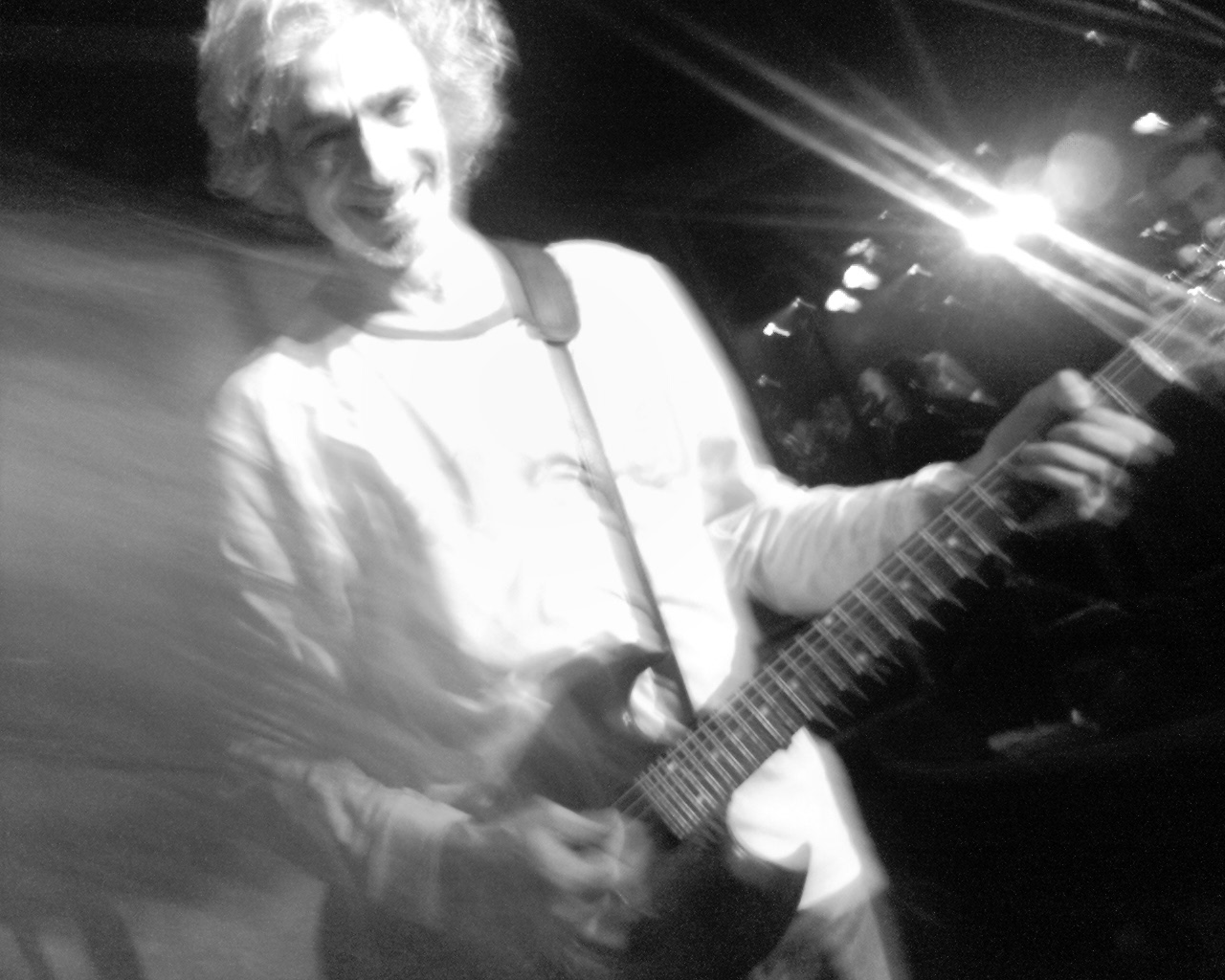
Louis Bertignac
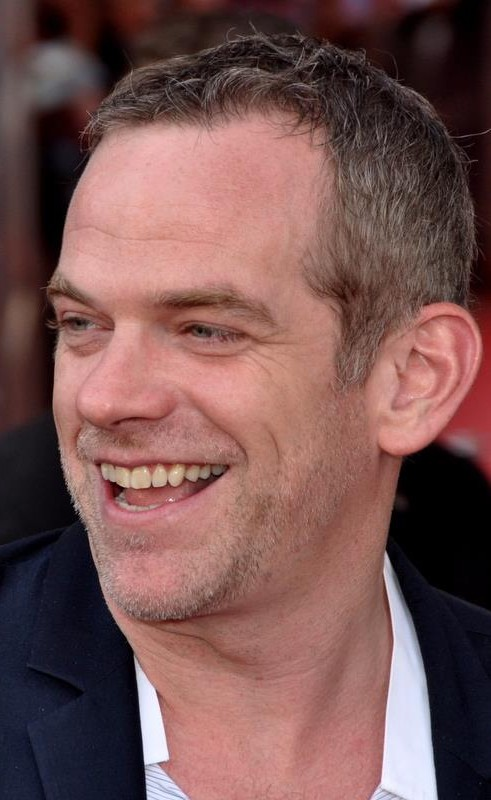
Garou
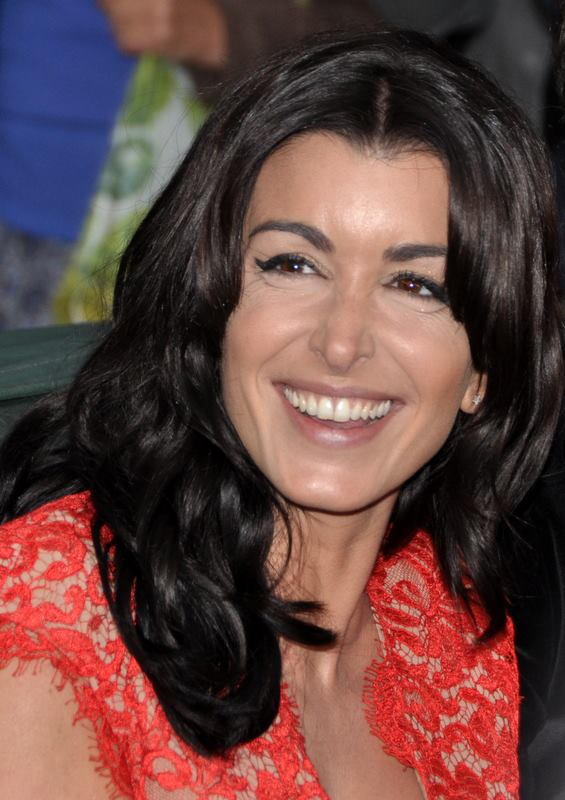
Jenifer
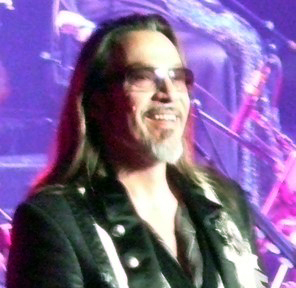
Florent Pagny

- Vainqueur
- Deuxième
- Troisième
- Quatrième
- Volé(e) aux Battles

| Étapes               | Florent Pagny       | Jenifer        | Louis Bertignac      | Garou               |
| -------------------- | ------------------- | -------------- | -------------------- | ------------------- |
| Finalistes           | Nuno Resende        | Olympe         | Loïs Silvin          | Yoann Fréget        |
| Éliminés aux Lives   | Dièse               | Anthony Touma  | Louane               | Emmanuel Djob       |
| Éliminés aux Lives   | Benjamin Bocconi    | Laura Chab'    | Cécilia Pascal       | Baptiste Defromont  |
| Éliminés aux Lives   | Pierre G.           | Sarah Bismuth  | Shadoh               | Manurey             |
| Éliminés aux Lives   | Mickaël Pouvin      | Florian Carli  | Nungan               | Ayme                |
| Éliminés aux Lives   | Victoria Petrosillo | Jude Todd      | Nell                 | Stéphania Rizou     |
| Éliminés aux Lives   | Sandy Coops         | Rachel Claudio | Tyssa                | Sarah Caillibot     |
| Éliminés aux Lives   | Caroline Rose       | Luc Arbogast   | Marlène Schaff       | Thomas Vaccari      |
| Éliminés aux Lives   | Michaël Lelong      | Sophie Tapie   | Antoine Selman       | Céline Caddéo       |
| Éliminés aux Lives   | Ludivine Aubourg    | Florent Torres | Aurore Delplace      | Angélina Wismes     |
| Perdants des battles | Florian Carli       | Dièse          | Ayme                 | Jude Todd           |
| Perdants des battles | Jonathan Urek       | Thomas Vaccari | Matskat              | Victoria Petrosillo |
| Perdants des battles | Quentin Douglas     | Lord Bitume    | Kareen Antonn        | Nungan              |
| Perdants des battles | Alexandra Lucci     | Fanny Mélili   | 3nity Brothers       | Tyssa               |
| Perdants des battles | Julien Mior Lambert | Sean           | Alexandre Chassagnac | Liza                |
| Perdants des battles | Joséphina           | Claire         | Diana Espir          | Claude Schuh        |
| Perdants des battles | Sandra Brandon      | Gérôme Gallo   | Maeva Méline         | Ralf Hartmann       |
| Perdants des battles | Nadja               | Jo Soul        | Keekee               | Fanny Leeb          |

### Étapes de la saison 2
- Voici toutes les étapes de la saison 2 :

## Étape 1: les auditions à l'aveugle
Appelés « auditions à l'aveugle » (« blind auditions »), les castings devant les caméras se déroulent en décembre 2012 au studio du Lendit et sont diffusés en février 2013.
Le principe est, pour les quatre coachs, de choisir les meilleurs candidats présélectionnés par la production. Un casting sauvage a préalablement été organisé à la recherche de candidats venus de la comédie musicale plutôt que de la télévision. Lors des prestations de chaque candidat, chaque juré et futur coach est assis dans un fauteuil, dos à la scène et face au public, et écoute la voix du candidat sans le voir (d'où le terme « auditions à l'aveugle ») : lorsqu'il estime qu'il est en présence d'un candidat qui lui convient, le juré appuie sur un buzzer devant lui, qui retourne alors son fauteuil face au candidat, ce qui signifie que le juré, qui découvre enfin physiquement le candidat, est prêt à coacher le candidat et le veut dans son équipe. Si le juré est seul à s'être retourné, alors le candidat va par défaut dans son équipe. Par contre, si plusieurs jurés se retournent, c'est alors au candidat de choisir quel coach il veut rejoindre.
| Légende | Le coach a buzzé (« Je vous veux ») | Le candidat est dans l'équipe du coach qui l'a buzzé (s'il est le seul à avoir buzzé) | Le candidat rejoint l’équipe du coach (dans le cas où ils sont plusieurs à avoir buzzé) | Le candidat est éliminé |

### Épisode 1: les auditions à l'aveugle (1)
Le premier épisode a été diffusé le 2 février 2013 à 20 h 50.
Pour lancer la saison, les quatre coachs ont chanté Envole-moi, de Jean-Jacques Goldman, au début de l'émission.

### Épisode 2: les auditions à l'aveugle (2)
Le deuxième épisode a été diffusé le 9 février 2013 à 20 h 50.

### Épisode 3: les auditions à l'aveugle (3)
Le troisième épisode a été diffusé le 16 février 2013 à 20 h 50.

### Épisode 5: les auditions à l'aveugle (5)
Le cinquième épisode a été diffusé le 2 mars 2013 à 20 h 50.

### Épisode 6: les auditions à l'aveugle (6)
Le sixième épisode a été diffusé le 9 mars 2013 à 20 h 50.

## Étape 2: lesbattles
Les battles sont plus nombreuses que lors de la première saison : 32 battles en 4 épisodes, le but étant pour chaque coach de réduire son équipe de moitié, c'est-à-dire de 16 à 10 candidats.
Au sein de leurs équipes, les coachs ont créé des duos de candidats, selon les registres vocaux de leurs candidats, pour chanter une chanson. À chaque prestation de duo, l'un des deux est qualifié pour les primes par son coach, et l'autre est définitivement éliminé, à moins qu'un autre coach le veuille dans son équipe, grâce à une nouvelle règle qui peut tout changer : le repêchage. Ainsi, lorsque le coach dont la battle vient d'avoir lieu rend son verdict, les autres coachs ont alors la possibilité de buzzer le candidat éliminé (signifiant « Je vous veux »). Comme aux auditions à l'aveugle, si un seul coach buzze le candidat, ce dernier rejoint l'équipe de ce coach. S'ils sont plusieurs coachs à le buzzer, c'est alors le candidat qui choisit le coach qu'il souhaite rejoindre. Les coachs peuvent ainsi repêcher deux candidats éliminés dans une autre équipe, ce qui va porter à dix le nombre de candidats par équipe lors des émissions en direct, soit quarante candidats au total.
Durant les battles, chaque coach est assisté de deux autres chanteurs (co-coachs), pendant les répétitions :
- Florent Pagny de Chimène Badi et de Lara Fabian ;
- Jenifer de Christophe Willem et d'Alain Chamfort ;
- Louis Bertignac de Joyce Jonathan et de Paul Personne ;
- Garou de Patrick Fiori et de Grégoire.

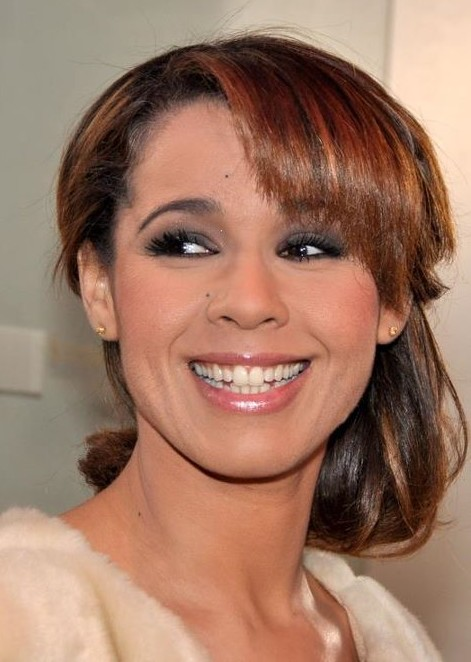
Chimène Badi, co-coach de Florent Pagny
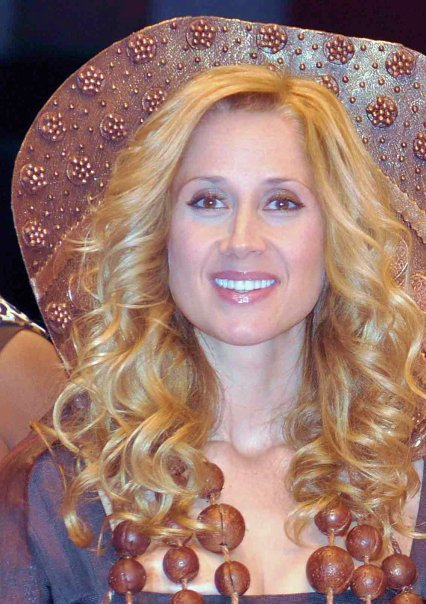
Lara Fabian, co-coach de Florent Pagny
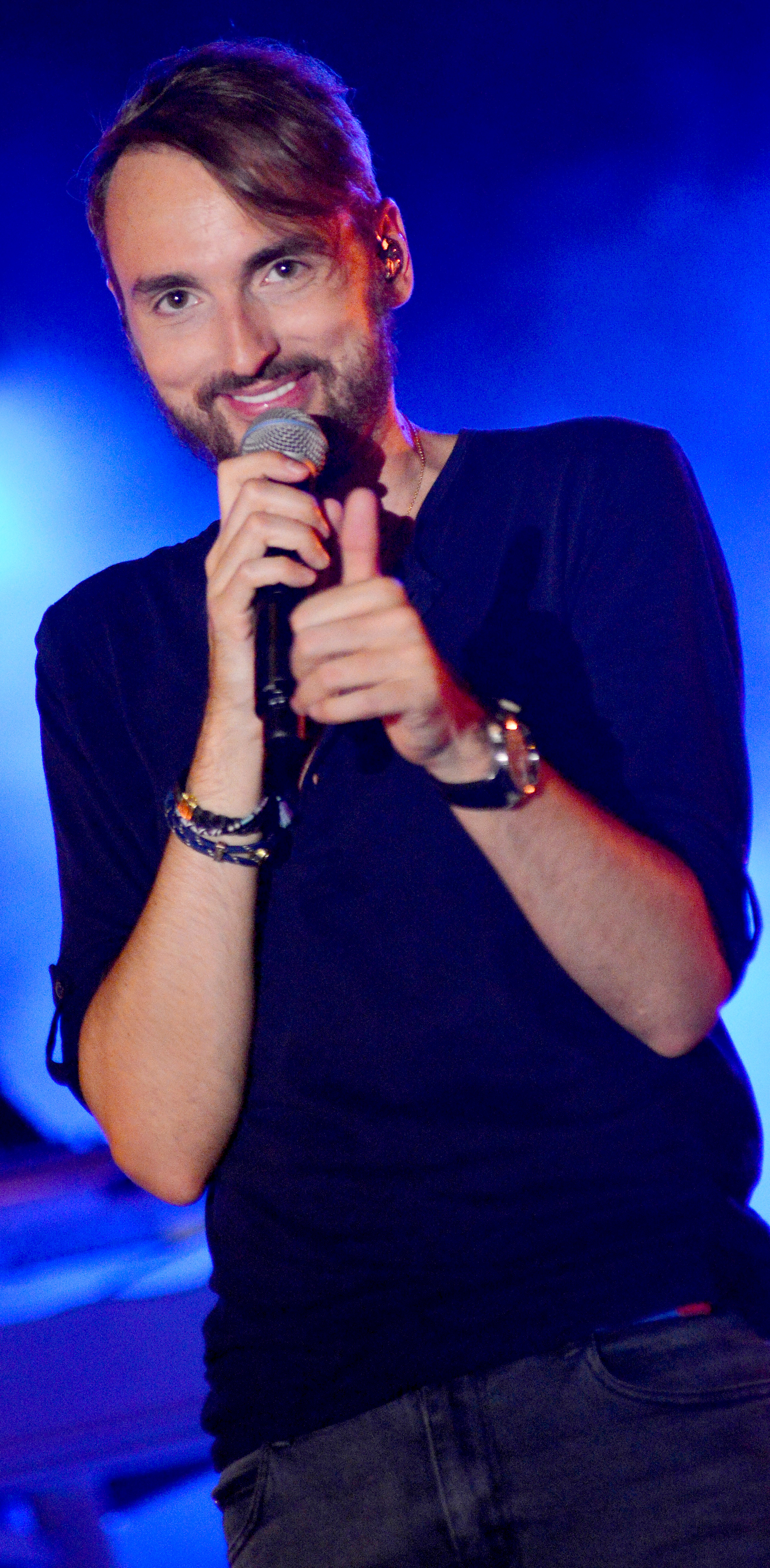
Christophe Willem, co-coach de Jenifer
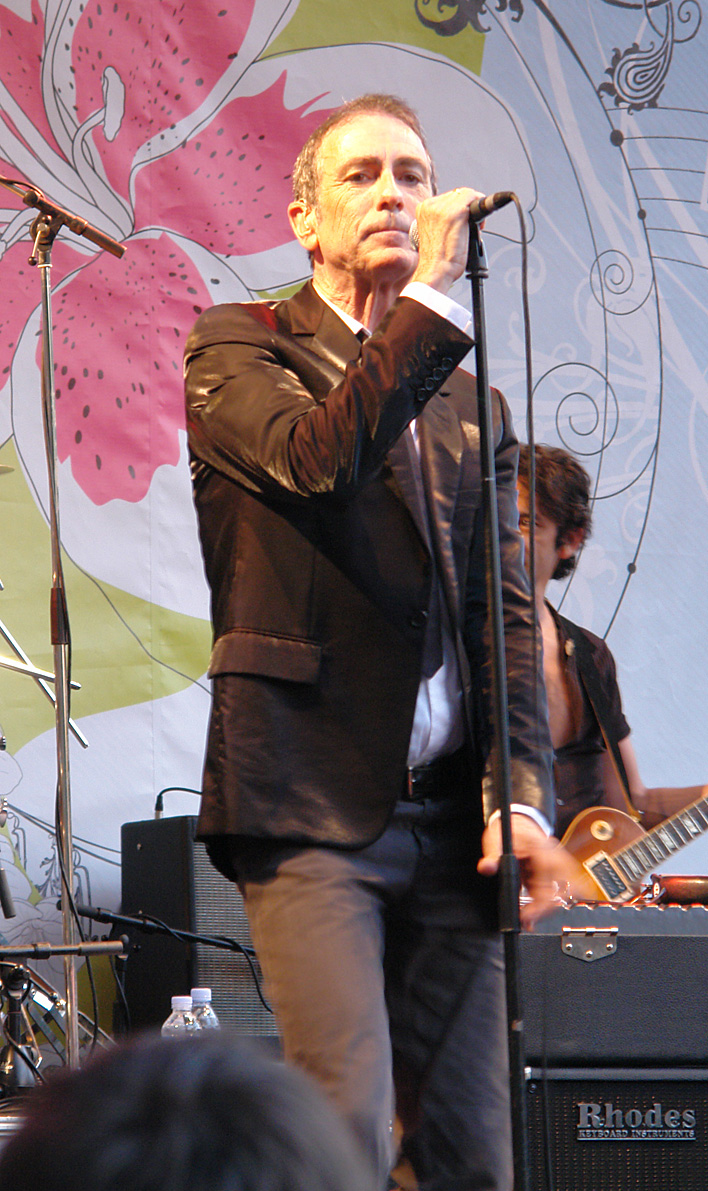
Alain Chamfort, co-coach de Jenifer
Joyce Jonathan, co-coach de Louis Bertignac
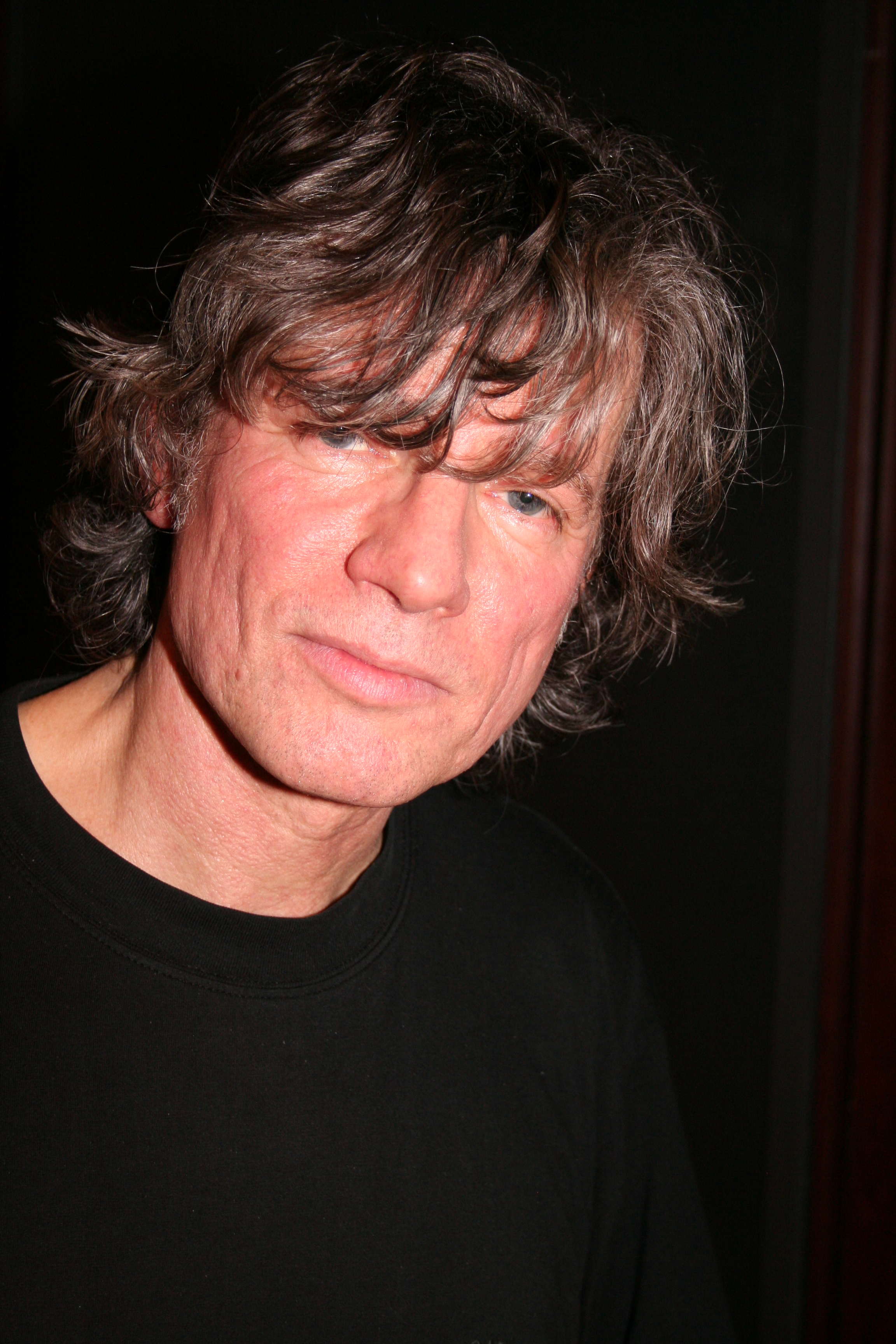
Paul Personne, co-coach de Louis Bertignac
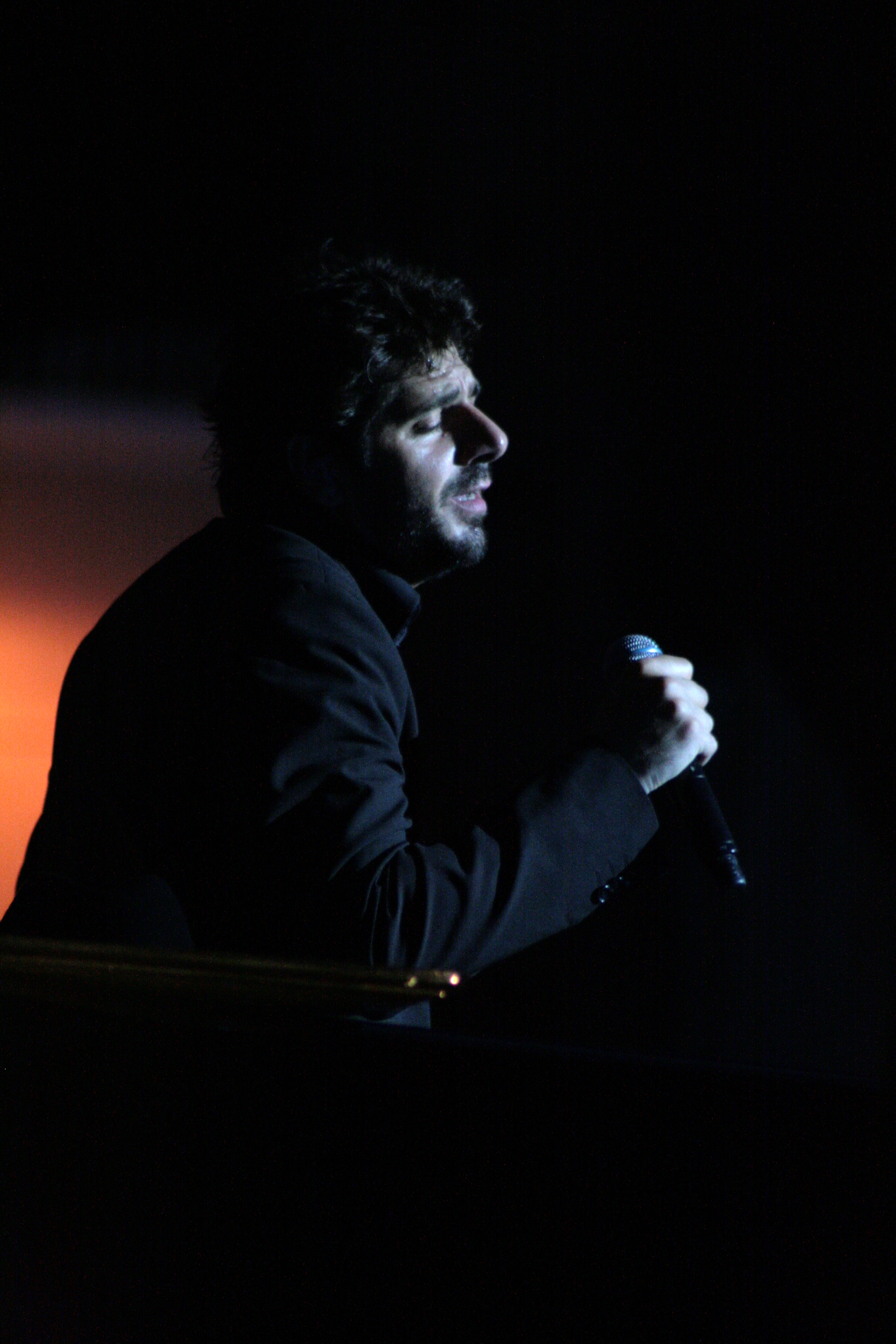
Patrick Fiori, co-coach de Garou
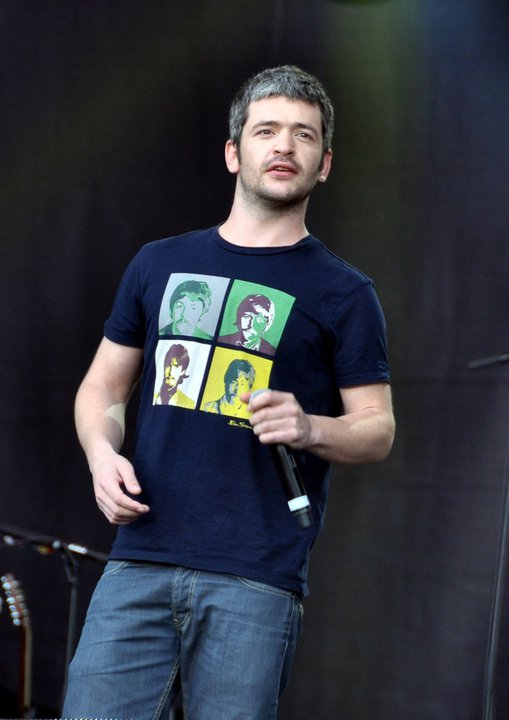
Grégoire, co-coach de Garou

### Épisode 7: lesbattles(1)
Le septième épisode a été diffusé le 16 mars 2013 à 20 h 50. Les coachs ont chanté Start Me Up, des Rolling Stones, au début de l'émission.

### Épisode 8: lesbattles(2)
Le huitième épisode a été diffusé le 23 mars 2013 à 20h50.

### Épisode 9: lesbattles(3)
Le neuvième épisode a été diffusé le 30 mars 2013 à 20h50.

### Épisode 10: lesbattles(4)
Le dixième épisode a été diffusé le 6 avril 2013 à 20h50.

### Bilan desbattles
Candidats retenus après les battles, et qui vont participer aux primes en direct (en italique, les candidats repêchés d'une autre équipe) :
| Florent Pagny               | Jenifer                       | Louis Bertignac  | Garou                    |
| --------------------------- | ----------------------------- | ---------------- | ------------------------ |
| Sandy Coops                 | Luc Arbogast                  | Cécilia Pascal   | Yoann Fréget             |
| Pierre G.                   | Anthony Touma                 | Marlène Schaff   | Angélina Wismes          |
| Ludivine Aubourg            | Olympe                        | Louane           | Céline Caddéo            |
| Caroline Rose               | Sarah Bismuth                 | Loïs Silvin      | Emmanuel Djob            |
| Stéfania Rizou              | Laura Chab'                   | Benjamin Bocconi | Shadoh                   |
| Michaël Lelong              | Rachel Claudio                | Nell             | Baptiste Defromont       |
| Nuno Resende                | Florent Torres                | Aurore Delplace  | Sarah Caillibot          |
| Mickaël Pouvin              | Sophie Tapie                  | Antoine Selman   | Manurey                  |
| Dièse (Jenifer)             | Florian Carli (Florent Pagny) | Tyssa (Garou)    | Thomas Vaccari (Jenifer) |
| Victoria Petrosillo (Garou) | Jude Todd (Garou)             | Nungan (Garou)   | Ayme (Louis Bertignac)   |

## Étape 3: lesprimes
Il ne reste plus que 40 candidats en lice: 10 dans chaque équipe (8 gagnants battles + 2 repêchages = 10 candidats). À chaque prime, un ou plusieurs candidats de chaque équipe va quitter l'aventure.
Durant les deux premiers primes, chaque coach présente cinq candidats. Les 40 candidats sélectionnés passent ainsi sur deux semaines : 20 candidats lors du premier prime et 20 autres lors du deuxième prime (voir la répartition des candidats ci-dessous). Pour chaque équipe, parmi les 5 candidats proposés, l'un est sauvé par les votes du public, un deuxième par le coach, et les trois autres sont donc éliminés de l'aventure. Il y a donc 12 éliminés (3 par coach) lors du premier prime, puis 12 éliminés lors du deuxième prime.
Lors du troisième prime, les 16 candidats restant chantent. Dans chaque équipe, le public en sauve un, le coach en sauve deux, et le dernier candidat est éliminé.
| Légende | Candidat(e) sauvé(e) par le public | Candidat(e) sauvé(e) par son coach | Candidat(e) éliminé(e) |

### Épisode 11:prime1
Le onzième épisode a été diffusé le 13 avril 2013 à 20h50.
Chaque coach présente 5 candidats. L'un des candidats est sauvé par son coach, un autre est sauvé par le public, les trois autres sont éliminés. Au total, chaque coach va se séparer de six candidats lors des deux premiers primes.

### Épisode 12:prime2
Le douzième épisode a été diffusé le 20 avril 2013 à 20h50.
Chaque coach présente 5 candidats. L'un des candidats est sauvé par son coach, un autre est sauvé par le public, les trois autres sont éliminés. Au total, chaque coach va se séparer de six candidats lors des deux premiers primes.

### Épisode 13:prime3
Le treizième épisode a été diffusé le 27 avril 2013 à 20h50.
Il ne reste plus que 16 candidats, 4 par équipe. Dans chaque équipe, le public en sauve un, le coach en sauve deux, et le dernier candidat est éliminé.

### Épisode 14:prime4 (quarts de finale)
Le quatorzième épisode a été diffusé le 4 mai 2013 à 20h50.
Les trois candidats de chaque équipe s'affrontent : un est sauvé par le public, un est sauvé par son coach, un est éliminé.
À l'issue du prime, les huit meilleurs candidats vont en demi-finale et feront partie de la tournée (The Voice Tour).

### Épisode 15:prime5 (demi-finale)
À partir de cet épisode, les deux meilleurs candidats qualifiés dans chaque équipe partent en tournée (The Voice Tour).
Le quinzième épisode a été diffusé le 11 mai 2013 à 20 h 50.
Les votes se déroulent en 150 points :
- chaque coach dispose de 50 points à répartir entre les 2 candidats restants de son équipe (il ne peut pas les répartir équitablement, il doit donc donner un avantage à l'un de ses candidats) ;
- les votes du public sont répartis sur un total de 100 points.

Le candidat qui a le plus de points (sur 150) est qualifié pour la finale.
Les critiques ont fusé contre Jenifer à cause de la distribution un peu disproportionnée de ses points entre ses 2 candidats (elle attribue 15 points à Anthony Touma et 35 points à Olympe, faisant gagner ce dernier de peu, et allant à l'encontre du vote du public).
Stéphan Rizon (gagnant de la saison 1) et Louis Delort (finaliste de la saison 1) sont les invités de ce prime.

### Épisode 16:prime6 (finale)
Le dernier épisode a été diffusé le 18 mai 2013 en direct à 20 h 50.
Les quatre finalistes, meilleurs candidats de chaque équipe, s'affrontent pour la première et dernière fois de la saison en interprétant quatre titres : une chanson avec leur coach, une chanson avec un artiste et deux chansons en solo, une en français et une en anglais. Seul le public vote pour désigner le gagnant de la saison.
Cinq artistes sont invités à cette occasion, quatre d'entre eux vont également chanter un titre avec un candidat : Will.i.am, Lara Fabian, Patrick Bruel, Christophe Maé et Zaz.
Finalement, un seul candidat remporte 150 000 euros et un contrat d'artiste dans une grande maison de disques.
À la fin de l'épisode, les 4 coachs chantent Stand by me de Ben E. King.

## Candidats etsingles
| Candidat            | Année                              | Single | Références              |
| ------------------- | ---------------------------------- | --- | ----------------------- |
| Kareen Antonn       | 2003 2004                          | Si demain... (Turn Around) Si tout s'arrête (It's a Heartache)                                                            | 1 2                     |
| Luc Arbogast        | 2013                               | Nausicaa (La Moldeau) | 3                       |
| Ludivine Aubourg    | 2012                               | En silence | 4                       |
| Sarah Bismuth       | 2009                               | Le Meilleur des deux | 5                       |
| Laura Chab'         | 2013                               | La Bombe | 6                       |
| Aurore Delplace     | 2011                               | On aime tous un jour |                         |
| Louane Emera        | 2014                               | Jour 1 | 7                       |
| Yoann Fréget        | 2013 2014                          | Ça vient de là-haut Sauras-tu m'aimer Je donne                                                                            | 8 9                     |
| Esther Galil        |                                    | Le jour se lève |                         |
| Fanny Leeb          | 2013                               | Famous | 10                      |
| Loïs Silvin         | 2012                               | Paparazzi Crazy | 11 12                   |
| Alexandra Lucci     | 2007                               | Le Destin de Lisa | 13                      |
| Matskat             | 2013                               | Walking on the Moon | 14                      |
| Maeva Méline        | 2011                               | La Dernière Couche | 15                      |
| Nadja               | 2009                               | Hound Dog | 16                      |
| Nungan              | 2013                               | Mother | 17                      |
| Olympe              | 2013                               | Born to Die Zombie C'est facile Nos yeux d'enfants                                                                        | 18 19                   |
| Cécilia Pascal      | 2013                               | Payphone | 20                      |
| Victoria Petrosillo | 1999 2001 2004 2007                | Le désir de chanter Je veux tout Les amants sont éternels (Serre-moi fort) Le héros d'un autre                            | 21 22 23 24             |
| Nuno Resende        | 2000 2002 2005 2007 2011 2012 2014 | Allez allez allez Un seul mot d'amour J'suis petit Le Grand Soir On se reconnaîtra Ma bataille Aimez-vous Vous les femmes | 25 26 27 28 29 30 31 32 |
| Caroline Rose       | 2010                               | More Immoral | 33                      |
| Anthony Touma       | 2011 2012 2013 2014 2015           | Morning Walk Just to See You Smile Si tu n'as rien à faire /> Sur ma radio />La Colère du monde                           | 34 35 36                |

## Audiences

### Primes
| Jour et horaire de diffusion                                  | Audience moyenne          | Audience moyenne | Références |
| Jour et horaire de diffusion                                  | Nombre de téléspectateurs | PDM              | Références |
| ------------------------------------------------------------- | ------------------------- | ---------------- | ---------- |
| Samedi 2 février 2013 (Audition à l'aveugle 1) 20:50 – 23:15  | 9 344 000                 | 40,7 %           | [ 19 ]     |
| Samedi 9 février 2013 (Audition à l'aveugle 2) 20:50 – 23:15  | 8 775 000                 | 37,6 %           | [ 20 ]     |
| Samedi 16 février 2013 (Audition à l'aveugle 3) 20:50 – 23:15 | 8 542 000                 | 37,6 %           | [ 21 ]     |
| Samedi 23 février 2013 (Audition à l'aveugle 4) 20:50 – 23:15 | 8 756 000                 | 38,1 %           | [ 22 ]     |
| Samedi 2 mars 2013 (Audition à l'aveugle 5) 20:50 – 23:15     | 8 485 000                 | 36,4 %           | [ 23 ]     |
| Samedi 9 mars 2013 (Audition à l'aveugle 6) 20:50 – 23:15     | 8 873 000                 | 39,3 %           | [ 24 ]     |
| Samedi 16 mars 2013 (Battles 1) 20:50 – 23:15                 | 7 870 000                 | 33,9 %           | [ 25 ]     |
| Samedi 23 mars 2013 (Battles 2) 20:50 – 23:15                 | 7 460 000                 | 33,2 %           | [ 26 ]     |
| Samedi 30 mars 2013 (Battles 3) 20:50 – 23:15                 | 7 280 000                 | 34,6 %           | [ 27 ]     |
| Samedi 6 avril 2013 (Battles 4) 20:50 – 23:15                 | 7 590 000                 | 34,0 %           | [ 28 ]     |
| Samedi 13 avril 2013 (Prime 1)                                | 7 273 000                 | 33,5 %           | [ 29 ]     |
| Samedi 20 avril 2013 (Prime 2)                                | 6 372 000                 | 29,8 %           | [ 30 ]     |
| Samedi 27 avril 2013 (Prime 3)                                | 6 473 000                 | 30,1 %           | [ 31 ]     |
| Samedi 4 mai 2013 (Quarts de finale)                          | 6 770 000                 | 30,8 %           | [ 32 ]     |
| Samedi 11 mai 2013 (Demi-finale)                              | 6 860 000                 | 31,3 %           | [ 33 ]     |
| Samedi 18 mai 2013 (Finale)                                   | 6 948 000                 | 32,6 %           | [ 34 ]     |

Légende :
- Les plus hauts chiffres d'audience
- Les plus bas chiffres d'audience

| Légende : Saison 2 |

## Tournée (The Voice Tour 2013)

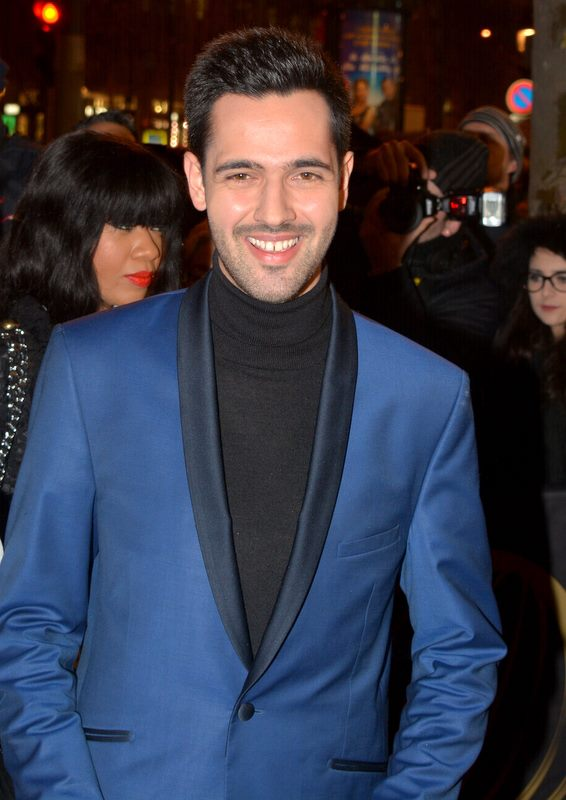
en 2017

Les huit candidats retenus pour la demi-finale de la saison 2 de The Voice se produisent du 30 mai 2013 au 7 juillet 2013 dans les plus grandes salles de France.
Yoann Fréget (en), Emmanuel Djob, Loïs Silvin, Louane, Anthony Touma, Olympe, Dièse et Nuno Resende reprennent les chansons les plus marquantes interprétées lors des émissions.
La tournée organisée par Claude Cyndecki (Cheyenne Productions) s'achève à Jounieh au Liban dans le cadre du Festival international de Jounieh.
- Lille – Zénith, jeudi 30 mai 2013 à 20 h 30
- Amiens – Zénith, vendredi 31 mai 2013 à 20 h 30
- Dunkerque – Le Kursaal, samedi 1er juin 2013 à 20 h 30
- Tours – Grand Hall, mercredi 5 juin à 20 h 30
- Rouen – Zénith, jeudi 6 juin 2013 à 20 h 30
- Caen – Zénith, vendredi 7 juin 2013 à 20 h 30
- Rennes – Le Musikhall, samedi 8 juin 2013 à 20 h 30
- Brest – Parc des expositions de Penfeld, dimanche 9 juin 2013 à 18 h 30
- Nantes – Zénith, jeudi 13 juin 2013 à 20 h 30
- Le Mans – Antarès, vendredi 14 juin 2013 à 20 h 30
- Angers – Amphitéa, samedi 15 juin 2013 à 20 h 30
- Orléans – Zénith, dimanche 16 juin 2013 à 18 h 30
- Chambéry – Le Phare, mardi 18 juin 2013 à 20 h 30
- Lyon – Halle Tony-Garnier, mercredi 19 juin 2013 à 20 h 30
- Clermont-Ferrand – Zénith, jeudi 20 juin 2013 à 20 h 30
- Strasbourg – Zénith, samedi 22 juin 2013 à 20 h 30
- Metz-Amnéville – Le Galaxie, dimanche 23 juin 2013 à 18 h 30
- La Rochelle – Parc des expositions, mardi 25 juin 2013 à 20 h 30
- Toulouse – Zénith, mercredi 26 juin 2013 à 20 h 30
- Marseille – Le Dôme , jeudi 27 juin 2013 à 20 h 30
- Saint-Étienne – Zénith, vendredi 28 juin 2013 à 20 h 30
- Paris – Palais omnisports de Paris-Bercy, samedi 29 juin 2013 à 20 h 30
- Nice – Palais Nikaia de Nice, mercredi 3 juillet à 20h30
- Dijon – Zénith, jeudi 4 juillet 2013 à 20 h 30
- Limoges – Zénith, vendredi 5 juillet 2013 à 20 h 30
- Bayonne – Arènes de Bayonne, samedi 6 juillet 2013 à 21 h 00
- Nîmes – Arènes de Nîmes, dimanche 7 juillet 2013 à 20 h 00
- Jounieh au Liban – Stade Fouad Chéhab, mardi 9 juillet 2013